# Pleurophorus bengalensis
Pleurophorus bengalensis är en skalbaggsart som beskrevs av Riccardo Pittino och Mario Mariani 1986. Pleurophorus bengalensis ingår i släktet Pleurophorus och familjen Aphodiidae. Inga underarter finns listade i Catalogue of Life.